# الصورة القلمية

## الصورة القلمية أو البورتريه الأدبي
الصورة القلمية (البورتريه) هي فن من فنون الكتابة الأدبية والوصف، يهدف إلى رسم صورة حية وواقعية لشخصيات من خلال الكلمات. ويعتمد هذا الفن على مهارة الكاتب في التصوير بالألفاظ واستخدام الصور البلاغية لإبراز ملامح الشخصية الجسدية والنفسية والفكرية بشكل دقيق وواقعي بحيث يتمكن القارئ من تخيلها وكأنها أمامه.
تعتبر الصورة القلمية، لون إبداعي يقوم برسم صورة ليست بالفرشاة والألوان، أو بواسطة آلة التصوير، أو بالضوء وإنما يقوم برسم صورة قلمية هي في أغلب الأحوال صورة لشخصيات عرفها وتعامل معها وخبرها خلال رحلة حياته، وما تزال تعيش في ذاكرته قائمة في ذهنه بمنظرها وهيئتها وملابسها وأفعالها وأقوالها"
ومن المصطلحات التي كانت شائعة لهذا النوع هو البورتريه الذي يرادف مفهوم أدب الصورة القلمية. وقد أخذ أدب الصورة القلمية هذا الترادف أدب البورتريه من فن البورتريه التشكيلي والذي يقصد به عمل فني لرسم الوجوه الإنسانية أي رسم الملامح.

## أصل التسمية
يعود أصل مصطلح "البورتريه" إلى الكلمة الفرنسية "Portrait" والتي تعني الصورة أو اللوحة التي ترسم ملامح شخص ما. ونقل هذا المصطلح إلى الأدب ليصف فن رسم الشخصيات بالكلمات بدلاً من الألوان.

## إشكالية التسمية:
تعددت آراء الدارسين حول تسمية هذا النوع الأدبي ومن أوائل النقاد الذين عرّفوا هذا النوع الأدبي كان عز الدين إسماعيل والذي أطلق عليه المصطلح( ترجمة حياة) والذي يقصد به " الكتابة عن شخص بارز لجلاء شخصيته، والكشف عن عناصر العظمة فيها"، أما الدكتور يوسف نجم فأطلق عليه المصطلح( مقال السيرة) وهو بهذا المصطلح يعتمد على الصورة الإنسانية الحية التي يجسدها هذا النوع من المقالات ، ويؤكد على الفصل بين الكتابة عن شخصية لمجرد جمع معلومات وبين كاتب السيرة المقالية التي يعنى بها بتصوير موقفا إنسانيا خاصّا من شخصية إنسانية ويحاول أن يخطط معالمها الإنسانية تخطيطا فنيا واضحا.  قسم اخر من النقاد أطلق على هذا النوع مصطلح (الصورة الشخصية) وقصدوا به المقال الذي يصور فيه الكاتب شخصياته تصويرا حيا، وممن اصطلحوا على تسميته بمقال " الصورة القلمية" كان د. محمود ادهم.  

## الجذور التاريخية للأدب الصورة القلمية
ترى بعض الدراسات النقدية أن النثر العربي القديم غني بصور "البورتريه"  التي ترسم معالم شخصية الآخر، من خلال كتب السير والتاريخ عن الملوك والقادة والصحابة، بالإضافة  إلى التراجم عن الشخصيات، حيث قام الأدباء والشعراء برسمها رسما واضحا من خلال التركيز على صفاتها وأفعالها وسماتها الأخلاقية، مثل نماذج الجاحظ في كتابه (البخلاء)، رسالته (التربيع والتدوير) والتي قد اعتبرها النقاد بداية لفن كتابة الصورة القلمية، أبي حيان التوحيدي في كتابه (مثالب الوزيرين). هذا بالإضافة إلى كتب أخرى مثل: (كتاب الأغاني) لأبي فرج الأصفهاني، كتابي ( معجم الأدباء)، و( وفيات الأعيان) لياقوت الحموي. 

## عناصر البورتريه الناجح
يتميز البورتريه الأدبي الجيد بعدة عناصر، من أبرزها:
- الوصف الدقيق الملامح الجسدية من شكل الجسم والوجه والعينين والشعر وغيرها.
- التعمق في الجوانب النفسية والفكرية للشخصية، كشف مشاعرها وأفكارها وميولها.
- إبراز الصفات والاتجاهات الأخلاقية للشخصية سواء الإيجابية أو السلبية.
- استخدام لغة حية وبليغة وصور شعرية لجعل الشخصية متجسدة أمام المتلقي.[1]

## نماذج لصور قلمية
ما كتبه أحمد أمين عن " الشيخ مصطفى عبد الرزاق.
ما كتبه عبد العزيز البشري عن " حافظ إبراهيم.
ما كتبه العقاد عن قاسم امين.